# Rörtjärnen (Viksjö socken, Ångermanland)
Rörtjärnen är en sjö i Härnösands kommun i Ångermanland och ingår i Indalsälvens huvudavrinningsområde. Sjön har en area på 0,049 kvadratkilometer och ligger 255,3 meter över havet.

## Delavrinningsområde
Rörtjärnen ingår i det delavrinningsområde (697702-157288) som SMHI kallar för Utloppet av Bastusjön. Medelhöjden är 311 meter över havet och ytan är 18,56 kvadratkilometer. Det finns inga avrinningsområden uppströms utan avrinningsområdet är högsta punkten. Hornsjöbäcken som avvattnar avrinningsområdet har biflödesordning 4, vilket innebär att vattnet flödar genom totalt 4 vattendrag innan det når havet efter 63 kilometer. Avrinningsområdet består mestadels av skog (82 procent). Avrinningsområdet har 1,36 kvadratkilometer vattenytor vilket ger det en sjöprocent på 7,3 procent.